# Bartolomé de Ledesma
Bartolomé de Ledesma, OP (1524 - falecido a 16 de fevereiro de 1604) foi um prelado católico romano que serviu como Bispo de Antequera, Oaxaca (1583–1604) e Bispo do Panamá (1580–1583).

## Biografia
Bartolomé de Ledesma Martín nasceu em Mieza, Espanha, filho de Bernardo Ledesma e Juana Martín. Enviado para estudar em Salamanca, ingressou no convento de Santo Estevão dos dominicanos aos dezessete anos e fez a profissão em 19 de março de 1543. Após ser ordenado sacerdote na Ordem dos Pregadores, estudou na Universidade de Salamanca e depois começou a ensinar em algumas cátedras de estudos gerais na província de Castela.
Enquanto lecionava, foi convidado por Alonso de Montúfar, nomeado arcebispo do México, para acompanhá-lo como conselheiro. Ledesma chegou ao México em 1551 e ocupou diversos cargos: designado para o convento de São Domingos do México como leitor de Artes (1552); vigário de Tepetlaoztoc (1555); novamente destinado ao convento do México (1556), onde permaneceu vários anos, como associado do arcebispo do México; designado para Tepoztlán (1559), mas retornou ao México como leitor de Teologia até 1562; destinado ao convento de São João de Coyoacán, mas sem abandonar o trabalho no Arcebispado (1562).
Para a evangelização da arquidiocese, e a pedido do Arcebispo Montúfar, Ledesma escreveu uma Summa de sacramentis, impressa no México em 1560, reimpressa em 1581 em Pamplona e em 1585 em Salamanca. Também exerceu grandes atividades na Universidade do México: em 17 de junho de 1563, foi incorporado como professor de Teologia; em 1566, substituiu o reitor na cátedra de Prima (dogmática), recebendo-a no ano seguinte; em 26 de julho de 1568, foi empossado como vice-chanceler, como o primeiro mestre religioso a exercer este cargo; em janeiro de 1574, carregado de compromissos, foi substituído na cátedra durante todo o seu priorado. Além de prior de São Domingos, Ledesma foi governador do Arcebispado (cuidou da arquidiocese durante os últimos doze anos de Montúfar) e qualificador do Santo Ofício. Apesar de todos esses cargos, continuou presente na atividade universitária. A cátedra ficou-lhe reservada até 6 de fevereiro de 1582, quando o claustro aceitou a renúncia definitiva do frade. Durante algum tempo, o dominicano foi confessor do vice-rei Martín Enríquez, razão pela qual o acompanhou ao Peru.
Em Lima, por decreto do vice-rei Enríquez, frei Ledesma foi nomeado professor de Sagrada Escritura na Universidade de San Marcos, da qual saiu para ocupar a cátedra Prima. O reconhecimento de sua atividade o levou a participar como teólogo no Terceiro Concílio de Lima em 1582.
Em 20 de outubro de 1580, foi escolhido Bispo do Panamá, mas parece não ter se confirmado; enquanto a 3 de junho de 1583 foi nomeado pelo Papa Gregório XIII como Bispo de Antequera, Oaxaca. Recebeu a ordenação episcopal em 1584, por Diego de Romano y Govea, Bispo de Tlaxcala, na Catedral de Puebla de los Angeles.
No governo da diocese de Antequera, Dom Bartolomé de Ledesma procurou organizar a formação do clero secular, fundando o colégio-seminário de San Bartolomé Apóstol, para seminaristas pobres escolhidos entre os nativos de Oaxaca. Ergueu em sua igreja catedral uma cátedra de Teologia Moral, na qual se lia perpetuamente a Summa que ele mesmo havia escrito. Seguiu uma vida pobre e ascética, com generosidade nas esmolas, destinando grande parte do que recebia da Coroa para que o pão fosse distribuído diariamente aos pobres do convento de São Domingos.

O bispo Ledesma foi enterrado na catedral de Oaxaca.